# Sant Sadurní d’Anoia
Sant Sadurní d’Anoia ist eine katalanische Stadt in der Provinz Barcelona im Nordosten Spaniens. Sie liegt in der Comarca Alt Penedès.

## Lage und Klima
Der auf einem Kreidefelsen gebaute Ort an dem kleinen Fluss Anoia  grenzt im Süden an die Berge des Garraf und liegt in der fruchtbaren Ebene des Penedès. Hier wird bereits seit dem 18. Jahrhundert Wein angebaut.

## Wirtschaft und Verkehr
Bekannt ist Sant Sadurni d'Anoia durch seine Sektkellereien, die Cava produzieren. Über 90 % der spanischen Cavaproduktion werden in den zahlreichen in die Kreidefelsen gegrabenen Reifekellern produziert. Bekannte Marken wie Freixenet und Codorníu haben hier ihre Heimat.
Eine gute Verkehrsanbindung nach Westen (Tarragona) und nach Osten (Barcelona) ist sowohl durch die mautpflichtigen Autobahn (AP-7) als auch durch eine Eisenbahnlinie gegeben. Sant Sadurni d'Anoia ist in das S-Bahn-Netz (Cercanías) von Barcelona eingebunden.

## Söhne und Töchter der Stadt
- Pedro Gil (* 1980), Rollhockeyspieler
- Dolors Montserrat i Montserrat (* 1973), Politikerin
- Álex Moreno (* 1993), Fußballspieler